# Бернд Вемаєр
Бернд Вемаєр (нім. Bernd Wehmeyer, нар. 6 червня 1952, Герфорд) — німецький футболіст, що грав на позиції захисника, зокрема, за «Гамбург», з яким тричі вигравав Бундеслігу, а також здобував Кубок чемпіонів УЄФА 1983 року.

## Ігрова кар'єра
Народився 6 червня 1952 року в місті Герфорд. Вихованець юнацьких команд футбольних клубів «Зундерн» і «Армінія» (Білефельд).
У дорослому футболі дебютував 1971 року виступами за основну команду останнього клубу, в якій провів два сезони, взявши участь у 30 матчах чемпіонату. 
Згодом з 1973 по 1978 рік захищав кольори клубу «Ганновер 96» з перервою на сезон 1975/76, коли повертався до «Армінії» (Білефельд).
1978 року перейшов до клубу «Гамбург». У  першому ж сезоні в новій команді допоміг їй стати чемпіоном Німеччини. Згодом ще двічі здобував у складі гамбуржців цей трофей, в сезонах 1981/82 і 1982/83. Також ставав володарем Кубка чемпіонів УЄФА 1983 року. Завершив професійну кар'єру футболіста виступами за «Гамбург» у 1986 році.

## Титули і досягнення
- Чемпіон Німеччини (3):

«Гамбург»: 1978-1979, 1981-1982, 1982-1983
- Володар Кубка чемпіонів УЄФА (1):

«Гамбург»: 1982-1983